# Watervliet, Michigan
Watervliet är en ort i Berrien County i delstaten Michigan, USA.